# Бербелань
Бербелань, Бербелані (рум. Bărbălani) — село у повіті Арджеш в Румунії. Входить до складу комуни Кука.
Село розташоване на відстані 135 км на північний захід від Бухареста, 28 км на захід від Пітешть, 84 км на північний схід від Крайови, 119 км на південний захід від Брашова.

## Населення
За даними перепису населення 2002 року у селі проживали 78 осіб, усі — румуни. Усі жителі села рідною мовою назвали румунську.